# Everything Went Black
Everything Went Black – druga płyta zespołu Black Flag wydana w 1982 przez firmę SST Records. Album zawiera nagrania dokonane pomiędzy styczniem 1978 a kwietniem 1981.

## Lista utworów
Strona A (wokal – Keith Morris)
1. Gimmie Gimmie Gimmie – 2:00
2. I Don't Care – 0:58
3. White Minority – 1:09
4. No Values – 1:58
5. Revenge – 1:01
6. Depression – 2:07
7. Clocked In – 1:29
8. Police Story – 1:30
9. Wasted – 0:42

Strona B (wokal – Ron Reyes w utworach 1–5, Dez Cadena w utworach 6–9)
1. Gimmie Gimmie Gimmie – 1:40
2. Depression – 2:40
3. Police Story – 1:33
4. Clocked In – 1:36
5. My Rules – 0:58
6. Jealous Again – 2:24
7. Police Story – 1:36
8. Damaged I – 2:05
9. Louie, Louie – 1:27 (cover Richarda Barry'ego)

Strona C (wokal – Dez Cadena)
1. No More – 3:00
2. Room 13 – 2:08
3. Depression – 2:40
4. Damaged II – 4:13
5. Padded Cell – 1:53
6. Gimmie Gimmie Gimmie – 1:48

Strona D (kompilacja reklam radiowych promujących koncerty zespołu
1. Crass Commercialism – 17:34

## Muzycy
- Keith Morris – wokal (1–9)
- Chavo Pederast – wokal (10–14)
- Dez Cadena – wokal (15–24)
- Greg Ginn – gitara
- Chuck Dukowski – gitara basowa
- Brian Migdol – perkusja (1–4)
- ROBO – perkusja (5–24)